# Mount Ida, Arkansas
Mount Ida är administrativ huvudort i Montgomery County i Arkansas. Vid 2010 års folkräkning hade Mount Ida 1 076 invånare.